# International Organization
International Organization é um periódico acadêmico trimestral que cobre todo o campo das relações internacionais. Foi estabelecido em 1947 e é publicado pela Cambridge University Press em nome da International Organization Foundation. O editor chefe é Erik Voeten (Georgetown University).
Em um questionário de relações internacionais de 2005 sobre "quais periódicos publicavam artigos que tinham o maior impacto" em suas áreas, cerca de 70% dos estudiosos incluíram International Organization entre os 4 "melhores periódicos", classificando-se em primeiro dentre 28 periódicos.
De acordo com o Journal Citation Reports, em 2017 o periódico teve um fator de impacto sobre 4.517, classificando-se em segundo lugar dentre os 169 periódicos na categoria "Ciência Política" e em primeiro lugar dentre 85 concorrentes na categoria "Relações Internacionais".